# Rhamphostomella bilaminata
Rhamphostomella bilaminata är en mossdjursart som först beskrevs av Walter Douglas Hincks 1877.  Rhamphostomella bilaminata ingår i släktet Rhamphostomella och familjen Romancheinidae. Utöver nominatformen finns också underarten R. b. sibirica.